# City of Tshwane Metropolitan Municipality
Die City of Tshwane Metropolitan Municipality ist eine Metropolgemeinde in der südafrikanischen Provinz Gauteng. Sie wurde am 5. Dezember 2000 aus 13 selbstständigen Städten und Gemeinden gebildet. Der Sitz der Verwaltung befindet sich in Pretoria.

## Gliederung
Die City of Tshwane Metropolitan Municipality besteht unter anderem aus den folgenden Main Places (aufgeführt sind nur Stadtteile mit über 10.000 Einwohnern):
| - Akasia - Atteridgeville - Bronkhorstspruit - Centurion - Eersterust - Ekangala - Ga-Rankuwa - Hammanskraal | - Kekana Garden - Laudium - Mabopane - Mamelodi - Marokolong - Mashemong - Mooiplaas - Nellmapius | - New Eersterus - Olievenhoutbos - Pretoria - Ramotse - Refilwe - Rethabiseng - Saulsville - Soshanguve | - Stinkwater - Suurman - Temba - Winterveld - Zithobeni |

Die höchsten Einwohnerzahlen haben Pretoria (741.651), Soshanguve (403.162) und Mamelodi (334.577; Stand jeweils 2011).

## Demografie
Zensus 2011
Im Jahr 2011 hatte die Metropolgemeinde 2.921.488 Einwohner in 911.536 Haushalten auf einer Gesamtfläche von 6297,83 km². Davon waren 75,4 % schwarz, 20,1 % weiß, 2 % Coloured und 1,8 % Inder bzw. Asiaten. Erstsprache war zu 19,4 % Sepedi, zu 18,4 % Afrikaans, zu 14,7 % Setswana, zu jeweils 8,4 % Englisch und Xitsonga, zu 8,3 % isiZulu, zu 5,6 % isiNdebele, zu 5,1 % Sesotho, zu 2,3 % Tshivenda, zu 2,1 % isiXhosa, zu 1,5 % Siswati und zu 3 % andere.
Mikrozensus 2016
Im Jahr 2016 hatte Tshwane 3.275.152 Einwohner in 1.136.877 Haushalten.
Zensus 2022
Die Volkszählung von 2022 ergab 4.040.315 Einwohner in 1.322.252 Haushalten.

## Politik
Bei den landesweiten Kommunalwahlen 2016 erreichte die Democratic Alliance (DA) in der Metropolgemeinde 93 der 214 Sitze, der African National Congress (ANC) 89 und die Economic Freedom Fighters (EFF) 25 Sitze. Sieben Sitze gingen an kleinere Parteien. Die EFF-Abgeordneten unterstützten die Wahl von Solly Msimanga (DA), so dass dieser zum Mayor gewählt wurde. Nachdem Solly Msimanga am 18. Januar 2019 seine Kandidatur während der Parlamentswahlen 2019 als Premier für die Provinz Gauteng und seinen Rücktritt als Bürgermeister für den 11. Februar 2019 angekündigt hatte, wurde Stevens Mokgalapa (ebenfalls DA) am 12. Februar 2019 zum Nachfolger gewählt. Am 26. Februar 2020 trat Mokgalapa jedoch vom Amt des Bürgermeisters zurück.
Am 4. März 2020 stellte die Regierung Gautengs Tshwane unter Zentralverwaltung und löste den Stadtrat auf. Ein neuer Rat sollte innerhalb von 90 Tagen gewählt werden. Am 29. April 2020 erklärte die Gauteng Division des High Court die Entscheidung der Provinzregierung für ungültig, was vom Obersten Berufungsgericht und vom Verfassungsgericht bestätigt wurde. Am 30. Oktober 2020 wurde Randall Williams von der DA zum neuen Bürgermeister von Tshwane gewählt. Am 13. Februar 2023 trat er jedoch mit sofortiger Wirkung als Bürgermeister zurück. Auf Williams folgte erst Murunwa Makwarela, bevor Makwarela am 28. März 2023 durch Cilliers Brink ersetzt wurde.

## Verkehr

### Eisenbahn
Der größte Bahnhof ist Pretoria Station. Die Nahverkehrssysteme Metrorail Gauteng und Gautrain bedienen zahlreiche weitere Stationen in Tshwane.

### Flughäfen
Der OR Tambo International Airport in der Metropolgemeinde Ekurhuleni ist von Tshwane aus leicht zu erreichen. Auf dem Wonderboom Airport im Norden von Tshwane können nur kleinere Flugzeuge abgefertigt werden.
Des Weiteren befinden sich auf dem Gebiet von Tshwane die Militärflugplätze Swartkop und Waterkloof.

## Museen
Viele Museen befinden sich im Gebiet der Metropolgemeinde, zumeist in Pretoria.
- Fort Schanskop
- Fort Wonderboompoort
- Fort Klapperkop
- Krugerhaus (Residenz des ehemaligen Präsidenten der Südafrikanischen Republik, Paul Kruger)
- Melrose House (Der Vertrag von Vereeniging wurde hier 1902 unterzeichnet.)
- Voortrekker Monument
- Freedom Park
- Ditsong National Museum of Natural History, ehemals Transvaal Museum
- African Window
- South African Air Force Museum am Militärflugplatz Swartkop.

## Partnerschaften
- Washington, D.C., USA[14]